# Diasemopsis quadrata
Diasemopsis quadrata är en tvåvingeart som beskrevs av Charles Howard Curran 1931. Diasemopsis quadrata ingår i släktet Diasemopsis och familjen Diopsidae. Inga underarter finns listade i Catalogue of Life.